# SBS TV
SBS TV är en sydkoreansk TV-kanal som ägs av SBS. Det lanserades den 9 december 1991.